# 連城新天地
連城新天地為深圳地鐵集團依地鐵沿線發展的一系列地下街商場，前身是興建深圳地鐵1號綫時一併興建的防空洞，屬地下街式商場。
現時，深鐵集團已另行設立「深鐵匯坊」作為旗下鐵路沿線的商場品牌，「連城新天地」商場已外判交由富莱斯勒贸易（深圳）有限公司負責營運管理，不再是「深鐵匯坊」旗下成員。

## 商場規劃

### 一期：会购区间
一期商場於2012年6月28日開幕，位於福華路地底，兩端連接會展中心站和購物公園站，並連通褔田區多個地標如平安大廈、香格里拉酒店，以及卓越時代廣場、皇庭廣場、領展中心城、大中華廣場、福田COCO Park等多個商場，總面積約27,000平方米。一期商場分A、B、C三區，當中C區為美食坊。而商場在福華路車路中央分隔區裝設有大型玻璃天幕，為商場引入自然光。

### 二期：岗会区间
二期商場於2015年12月2日試業，位於會展中心站和崗廈站之間，長約1.3公里，面積約為13,000平方米。商場分為A區至D區，當中A、C區為餐飲輕食商舖。由於商場地面比會展中心站為低，因此每當列車駛過，除會聽到列車駛過的聲音，亦會感到地面震動。

### 第三期：美食廣場
設於深圳地鐵會展中心站大堂北面空間（A、B出口之間）被劃為美食廣場，並以「連城新天地第三期」之名義營運，雖名為「第三期」，但實際早在2015年5月9日經已開業，比「第二期」更早。
2019年，位於平安金融中心B1層旁另一個美食廣場開業，目前兩個入口均位於平安金融中心B1層。

### 連城新天地-上梅林
於福田區另設規模較小的「連城新天地-上梅林」，商場位於中康路和梅林路地底，僅連接深圳地鐵上梅林站9號綫大堂及卓悅匯購物中心B2層(連接車站與周邊商場的規劃上跟港鐵屬下的連城廣場類似)，店舖主要以連鎖食肆為主。

## 商場代言人
由於業主為深圳地鐵集團，商場以卡通化的地鐵列車為代言人，並取名為「地鐵寶寶」。

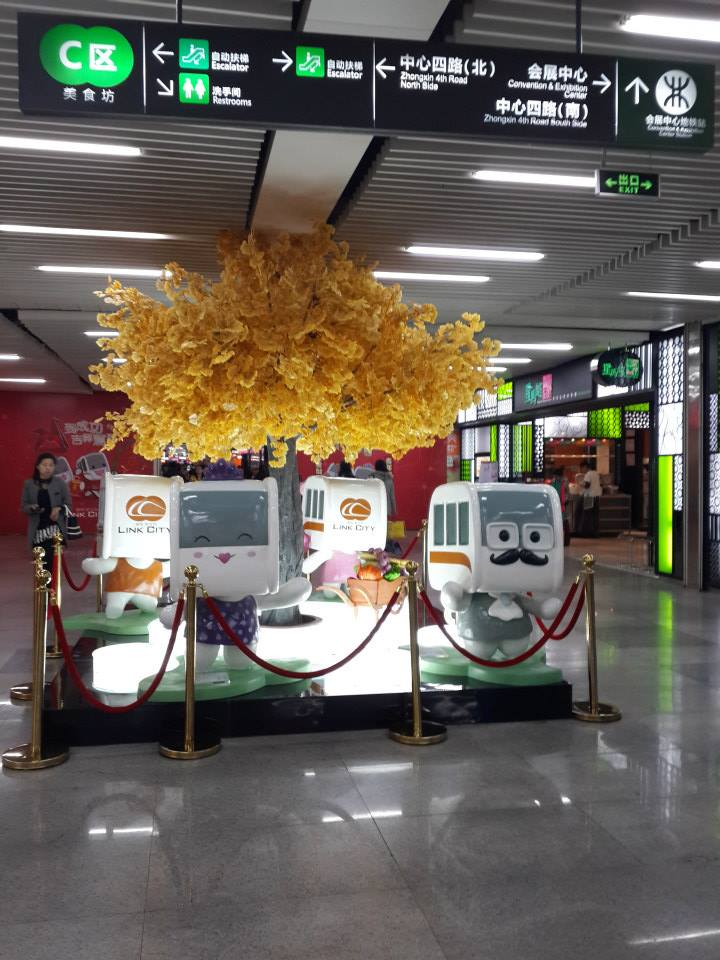
商場代言人地鐵寶寶

## 公共交通

### 連城新天地-福田

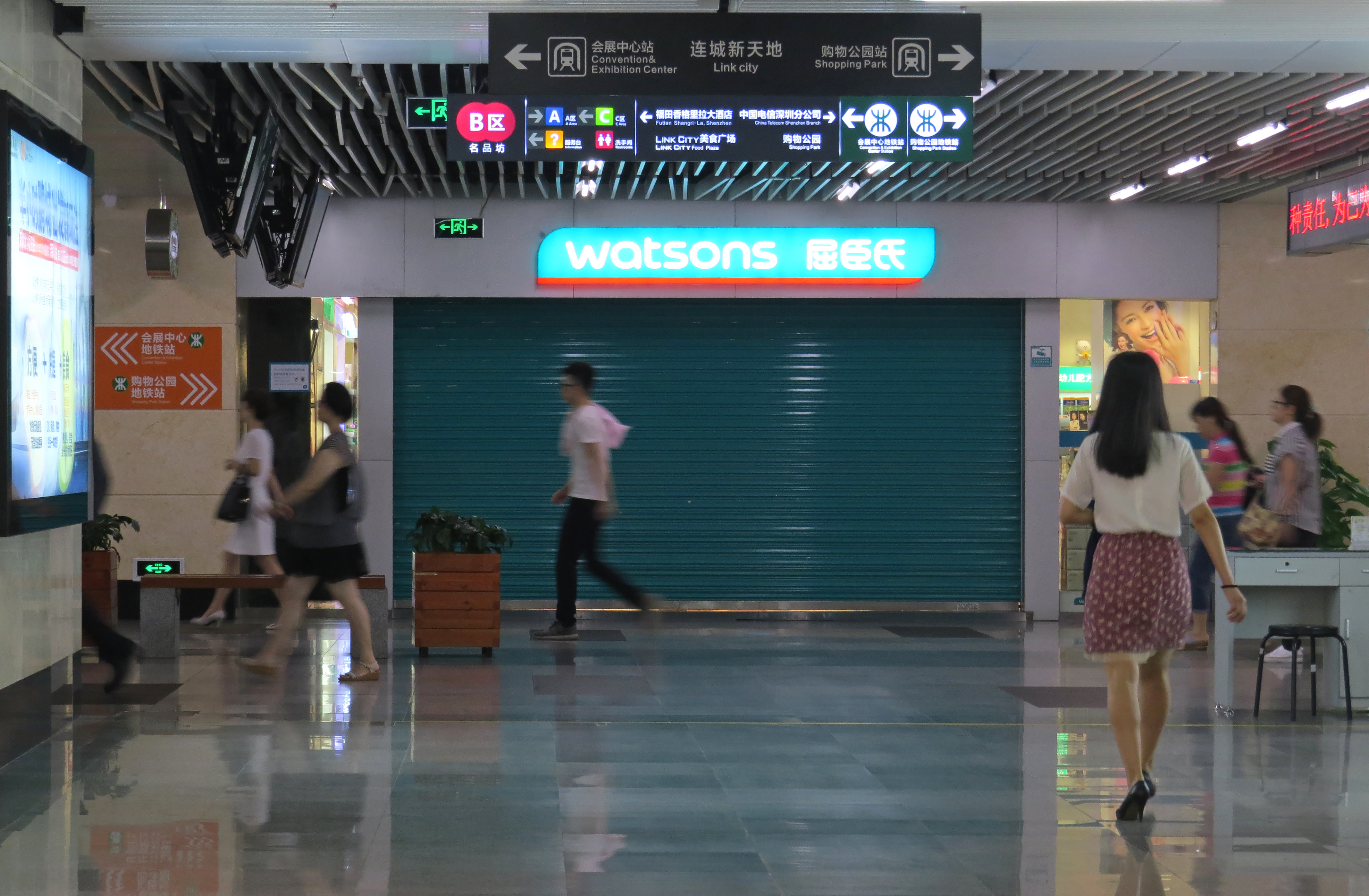
福田站通往连城新天地的出口

連城新天地-褔田連接廣深港高速鐵路福田站、深圳地铁崗廈站、會展中心站和购物公园站，因此商场下方设有地铁前往罗湖区及福田口岸，吸引不少香港人前往该商场购物。附近亦有多条巴士路线途經。
廣深港高速鐵路
- 福田站

深圳地铁
- █1号线、█10号线:崗廈站
- █1号线、█4号线:會展中心站
- █1号线、█3号线:购物公园站

### 連城新天地-上梅林
深圳地铁
- █4号线、█9号线:上梅林站

## 圖片集

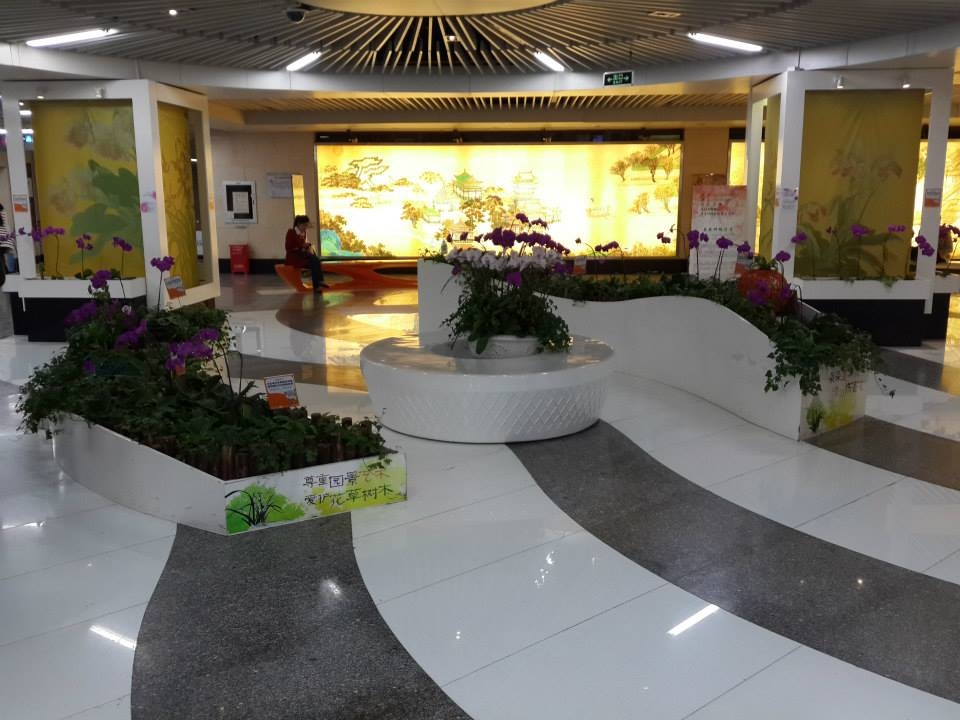
蘭花區
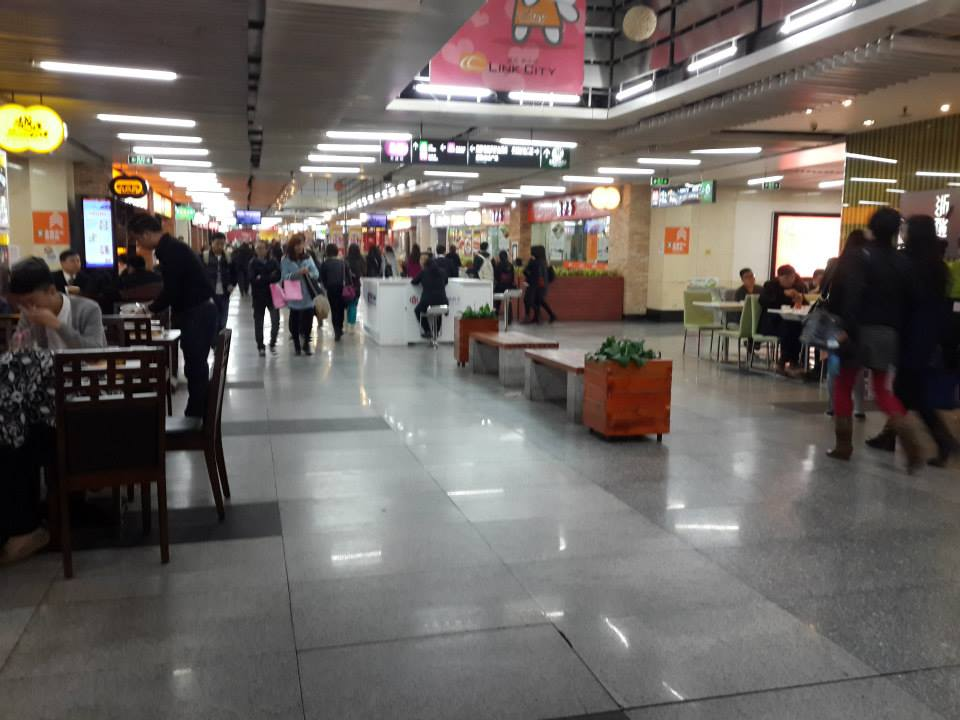
商場內部環境

## 附近建築
- 領展中心城
- 皇庭廣場
- 深圳會展中心
- 福田COCO Park
- 卓悅中心

## 外部連結
- 連城新天地官方網站 （页面存档备份，存于）
- 連城新天地官方微博 （页面存档备份，存于）

1. ↑  深圳晚報-连城新天地二期正式开通 的存檔，存档日期2017-03-28.